# Aleuritopteris chrysophylla
Aleuritopteris chrysophylla är en kantbräkenväxtart som först beskrevs av William Jackson Hooker, och fick sitt nu gällande namn av Ren-Chang Ching. Aleuritopteris chrysophylla ingår i släktet Aleuritopteris och familjen Pteridaceae. Inga underarter finns listade.